# Идах (Нигерия)
Идах (англ. Idah) — город и район местного управления в южной части Нигерии, на территории штата Коги.

## Географическое положение
Город находится в южной части штата, на левом (восточном) берегу реки Нигер, на высоте 69 метров над уровнем моря. Идах расположен на расстоянии приблизительно 70 километров к югу от города Локоджа, административного центра штата и на расстоянии 223 километров к юго-юго-западу (SSW) от Абуджи, столицы страны.

## Население
По данным переписи 1991 года численность населения Идаха составляла 44 828 человек.
Динамика численности населения города по годам:
| 1991   | 2012    |
| ------ | ------- |
| 44 828 | 108 069 |

## Транспорт
Ближайший аэропорт расположен в городе Аджаокута.